# Vadas Miklós
Vadas Miklós, Weisz (1906. december – 1981. április 8. előtt) labdarúgóedző.

## Pályafutása
Labdarúgóként játszott a Ferencvárosban, majd összekötőként 1929-től a Somogy FC-ben. 1930 januárjában az amerikai labdarúgó-szövetség érdeklődött az akkor Vadas-Weisz II. néven futballozó játékos után, aki ezt követően rövid ideig Amerikában focizott, de 1930 májusában nem hosszabbították meg a szerződését. Hazatérését követően, 1930 augusztusában visszatért anyacsapatához, a Somogyhoz, de egy mérkőzés után megvált a csapattól, és előbb a VAC FC vezetőségével tárgyalt a szerződéséről, majd 1930. szeptember 18-án már a Nemzeti SC-vel lépett pályára. 1934 nyarán Vadas közös megegyezéssel felbontotta a szerződését a Nemzetivel. 1936-tól 1938-ig a svájci első ligás FC Porrentruy játékos-edzője volt, ahol középfedezet- és középcsatárposzton játszott.
1936-ban a svájci csapatban kezdett el edzősködni, labdarúgómesteri (edzői) oklevelét 1945. július 16-án vette át a Testnevelési Főiskolán. 1948 januárjától a III. Kerületi MaDISz vezetőedzője volt, majd 1948 augusztusában a Csille Sport Egyesület sportosztályának igazgatójává nevezték ki. 1949 nyarán már a Budapest válogatott trénereként tevékenykedett, ezzel párhuzamosan 1950-ig játékosmegfigyeléseket végzett, utánpótlás- és vidéki csapatoknak vándoredzéseket, erőnléti gyakorlatokat tartott. 1950. július 19-én tartotta meg első edzését az akkor ÉDOSZ SE néven futó Ferencváros labdarúgóinak, vezetőedzőként 1950. december 17-éig 18 mérkőzésen (15 bajnoki, 1 hazai díjmérkőzés, 2 barátságos mérkőzés) készítette fel a ferencvárosi csapatot. Irányítása alatt az ÉDOSZ SE az 1950-es szezont a tabella tizedik helyén zárta, 25:30-as gólaránnyal, öt győzelemmel, két döntetlennel és nyolc vereséggel. 1950 decemberében Vadas a Népszava-serlegért küzdő Élelmezési válogatott edzője volt. 1951 januárjában még az ÉDOSZ SE-vel kezdte meg az előkészítő edzéseket az új idényre, de 1951. február 1-jén már az NB II-es Építők KSE edzője volt.
1953 elején Weisz Jenőnek adta át az Építők vezetőedzői posztját, majd 1953 nyarától 1955 nyaráig az albán válogatott vezetőedzője volt. 1957 januárjában Vadas még a török labdarúgó-válogatottnál készült edzői szerződést aláírni, miután azonban a török szövetség nem akarta a szerződésbe bevenni a korábban megbeszélt feltételeket, rövid törökországi tartózkodást követően, 1957 júniusában hazatért Magyarországra. Ezt követően azonnal a B válogatott edzői posztjára kapott megbízást, 1957 októberében pedig az NB II nyugati csoportjában játszó Zalaegerszegi TE edzőjévé jelölték ki. Új csapatát kilenc egymást követő, 1957. október 27-e és december 22-e között megrendezett mérkőzésre készítette fel, de nem tudott eredményes lenni: a két győzelem, öt döntetlen és két vereség arra volt elég, hogy a ZTE a hatodik helyről a nyolcadikra csússzon vissza a tabellán. 1958 januárjában otthagyta a ZTE-t, majd az MLSZ közvetítésével 1965-ig a szír, 1965 és 1966 között pedig a jordán labdarúgó-válogatott szövetségi kapitánya volt. Szíriai évei során Vadas eredményei közé tartozott az országos labdarúgóedző-tanfolyam megszervezése és vezetése. 1968-tól Vadas a Magyar Labdarúgó-szövetség (MLSZ) utánpótlás-bizottságának tagjaként a magyar utánpótlás-válogatott, valamint az NB I/B-s és az NB II-es válogatottak szakmai munkájának irányítói és edzői közé tartozott. 1972–1974-ben az országos játékvezetői kar edzéseit irányította, ezzel párhuzamosan edzette a Femina női labdarúgócsapatot is.
Vadas az MLSZ 1974 októberében megalapított Edzőbizottságán belül, az ellenőrző albizottság elnökeként a mérkőzésellenőrök munkáját irányította, 1979 februárjától pedig az MLSZ tanácsadó testületének is tagja volt. Mindkét tisztségét haláláig töltötte be. Az 1981. április 11-én Székesfehérváron megrendezett Videoton–Dózsa-mérkőzés Vadas – és a szintén korábban elhunyt Szőnyi János sportújságíró – tiszteletére egyperces gyászszünettel kezdődött.

## Sikerei, díjai
- A Testnevelés és Sport Kiváló Dolgozója, az albán labdarúgás fejlesztéséért (1955)[41]
- Mesteredző (1962)[42]
- A Testnevelés és Sport Érdemes Dolgozója (1977)[43]